# Peter Jupke
Peter Jupke (* 3. Juni 1957 in Ingolstadt) ist ein ehemaliger deutscher Judoka. Er war Vize-Weltmeister 1985 in der Gewichtsklasse bis 60 kg Körpergewicht.

## Werdegang
Peter Jupke begann als Jugendlicher 1968 in Töging mit dem Judosport. Er wechselte später zum ESV Ingolstadt und war schon im Jugend- und Juniorenbereich sehr erfolgreich. Der 1,64 m große und knapp 65 kg schwere Heizungsmonteur wurde 1973 bayerischer und süddeutscher Jugendmeister, 1974 internationaler deutscher Jugendmeister, 1975 deutscher und bayerischer Jugendmeister, belegte 1977 bei den Junioren-Europameisterschaften den fünften Platz und wurde 1978 noch einmal deutscher Juniorenmeister.
Seinen ersten großen Erfolg bei den Senioren feierte Peter Jupke, der nunmehr mit seinem Zweitstartrecht für den TSV Großhadern in der deutschen Judo-Bundesliga antrat, bei den internationalen deutschen Meisterschaften 1978 in Paderborn. Er siegte dort im Extra-Leichtgewicht (bis 60 kg Körpergewicht). Dabei schlug er die deutschen Spitzenjudoka Helmut Grobelin aus Witten, Franz Fischer vom TSV München-Großhadern und James Rohleder, Wolfsburg.
Bei den deutschen Meisterschaften 1979 in Hamburg kam Peter Jupke im Extra-Leichtgewicht auf den dritten Platz hinter Helmut Grobelin und Franz Fischer. Dafür setzte er sich im gleichen Jahr erneut bei den internationalen deutschen Meisterschaften in München erneut. Er gewann dort vor Ferenc Kollar aus Ungarn.
1980 wurde Peter Jupke in Tiengen süddeutscher Meister vor Thilo Zdrenka vom TSV Großhadern und wurde in Berlin auch erstmals deutscher Meister im Extra-Leichtgewicht. Er verwies dabei Helmut Grobelin, Martin von der Brenken aus Braunschweig und Thilo Zdrenka auf die Plätze. Im gleichen Jahr belegte er bei den holländischen Meisterschaften in Kerkrade einen guten dritten Platz hinter Doc Tono, USA und Pirus Margiani, Sowjetunion.
Im Jahr 1981 gab Peter Jupke sein Debüt bei Judo-Weltmeisterschaften. Er startete in Maastricht im Extra-Leichtgewicht und belegte hinter Yasuhiko Moriwaki aus Japan, Pavel Petrikov, CSSR, Felice Mariani, Italien und Philip Takahashi aus Kanada einen hervorragenden fünften Platz. Bei den deutschen Meisterschaften dieses Jahres fehlte er verletzungsbedingt.
1982 gewann Peter Jupke in Dillingen/Saar seinen zweiten deutschen Meistertitel, dem 1983 in Würzburg der dritte folgte. Er siegte dort vor Helmut Dietz vom TSV Abensberg, Harald Neuhaus aus Düsseldorf und Grieschert aus Hamburg. 1983 gewann Peter Jupke auch seine erste Medaille bei internationalen Meisterschaften. Bei den Europameisterschaften in Paris belegte er gemeinsam mit Klaus-Peter Stollberg aus der DDR im Extra-Leichtgewicht den dritten Platz hinter Kasret Tletseri aus der Sowjetunion und Andrzej Dziemianiuk aus Polen.
1984 qualifizierte sich Peter Jupke für die Teilnahme an den Olympischen Spielen in Los Angeles. Dort konnte er sich aber nicht im Vorderfeld platzieren.
1985 belegte er bei den Internationalen deutschen Meisterschaften in Rüsselsheim hinter dem Japaner Ozawa und dem Engländer John Eckersley den dritten Platz. Bei den Weltmeisterschaften dieses Jahres in Seoul feierte er dann den größten Erfolg seiner Laufbahn. Er wurde nach einer Niederlage im Finale gegen den Japaner Shinji Hosokawa Vize-Weltmeister. Kasret Tletseri und Tamás Bujkó aus Ungarn folgten auf den nächsten Plätzen. Bei den nach diesen Weltmeisterschaften stattfindenden deutschen Meisterschaften in Frankenthal startete Peter Jupke im Halb-Leichtgewicht (bis 65 kg Körpergewicht) und unterlag dort im Finale seinem Vereinskameraden Joachim Brenner.
Auch im Jahre 1986 ging die Karriere von Peter Jupke erfolgreich weiter. Er belegte beim TRE TORRE Turnier in Porto Sant Eplidio/Italien im Halb-Leichtgewicht hinter dem Tschechen J. Kalas und vor R. Schöndorfer, BRD und Z. Kuthauz, CSSR einen guten zweiten Platz und wurde dann bei den Europameisterschaften in Belgrad im Extra-Leichtgewicht hinter József Csák aus Ungarn aber noch vor Kazret Tletseri und Patrik Roux aus Frankreich Vize-Europameister.
1987 musste sich Peter Jupke bei den deutschen Meisterschaften gegen Harald Neuhaus geschlagen geben und kam vor Helmut Dietz und Ralf Wylenzik aus Rüsselsheim auf den zweiten Platz. Schließlich holte er sich im Jahre 1988 seinen vierten deutschen Meistertitel, dieses Mal im Halb-Leichtgewicht. Er ließ dabei Stefan Buben aus Bremen, Davor Vlskovac aus Böblingen und Peter Schlatter aus Heidelberg hinter sich. Für die Olympischen Spiele dieses Jahres konnte er sich aber nicht mehr qualifizieren.
Nach seiner aktiven Zeit war Peter Jupke viele Jahre lang Sportdirektor Judo und Trainer beim Bundesligisten MTV Ingolstadt.

## Internationale Erfolge
(OS = Olympische Spiele, WM = Weltmeisterschaften, EM = Europameisterschaften, EL = Extra-Leichtgewicht, HL = Halb-Leichtgewicht, damals bis 60 kg bzw. 65 kg Körpergewicht)
- 1978, 1. Platz, Intern. deutsche Meisterschaften in Paderborn, EL, vor Franz Fischer, BRD u. James Rohleder, BRD;
- 1979, 1. Platz, Intern. deutsche Meisterschaften in München, EL vor Ferenc Kollar, Ungarn u. Harald Schmidt, BRD;
- 1980, 2. Platz, Intern. holländische Meisterschaften in Kerkrade, EL, hinter Doc Tono, USA u. Pirus Margiani, UdSSR, gemeinsam mit Tibor Hineres, Ungarn;
- 1981, 5. Platz, WM in Maastricht, EL, hinter Yasuhiko Moriwaki, Japan, Pavel Petrikov, CSSR, Felice Mariani, Italien u. Philip Takahashi, Kanada;
- 1983, 3. Platz, EM in Paris, EL, hinter Kasret Tletseri, UdSSR u. Andrzej Dziemianiuk, Polen, gemeinsam mit Klaus-Peter Sollberg, DDR;
- 1985, 3. Platz, Intern. deutsche Meisterschaften in Rüsselsheim, EL, hinter Ozawa, Japan und John Eckersley, Großbritannien, gemeinsam mit Fiedler, Österreich;
- 1985, 2. Platz, WM in Seoul, EL, hinter Shinji Hosokawa, Japan u. vor Kasret Tletseri u. Tamás Bujkó, Ungarn;
- 1986, 2. Platz, EM in Belgrad, EL, hinter József Csák, Ungarn u. vor Kasret Tletseri u. Patrik Roux. Frankreich

## Deutsche Meisterschaften mit Peter Jupke
Judo-Club-Neuwied
- 1979, EL: 1. Helmut Grobelin, Witten, 2. Franz Fischer, Großhadern, 3. Peter Jupke u. Dieter Gruschwitz (Judo-Club-Neuwied);
- 1980, EL: 1. Peter Jupke, 2. Helmut Grobelin, 3. Martin von der Berken, Braunschweig u. Thilo Zdrenka, Großhadern;
- 1981, EL: 1. Harald Neuhaus, Düsseldorf, 2. Peter Jupke;
- 1982, EL: 1. Peter Jupke;
- 1983, EL, 1. Peter Jupke, 2. Helmut Dietz, Abensberg, 3. Harald Neuhaus u. Grieschert, Hamburg;
- 1985, HL: 1. Joachim Brenner, Großhadern, 2. Peter Jupke;
- 1987, EL: 1. Harald Neuhaus, 2. Peter Jupke, 3. Helmut Dietz u. Ralf Wylenzik, Rüsselsheim;
- 1988, HL: 1. Peter Jupke, 2. Stefan Buben, Bremen, 3. Davor Vlaskovac, Böblingen u. Peter Schlatter, Heidelberg